# Витланд (Ајова)
Витланд (енгл. Wheatland) град је у америчкој савезној држави Ајова. По попису становништва из 2010. у њему је живело 764 становника.

## Демографија
Према попису становништва из 2010. у граду је живело 764 становника, што је -8 (-1.0%) становника више него 2000. године.
| Група             | 2000.       | 2010.       |
| Белци             | 757 (98,1%) | 746 (97,6%) |
| Афроамериканци    | 2 (0,3%)    | 2 (0,3%)    |
| Азијати           | 1 (0,1%)    | 1 (0,1%)    |
| Хиспаноамериканци | 4 (0,5%)    | 13 (1,7%)   |
| Укупно            | 772         | 764         |